# 安全地帯 (ロックバンド)
安全地帯（あんぜんちたい）は、日本のロックバンド。1973年にボーカルの玉置浩二およびギタリストの武沢豊を中心に北海道の旭川市で結成。バンド名は、道路交通法による「安全地帯」から命名。
北海道内でのアマチュア活動後、井上陽水のバックバンドとしての全国ツアーを経て1982年にシングル「萠黄色のスナップ」でメジャー・デビュー。1983年にリリースしたシングル「ワインレッドの心」が71.4万枚の大ヒットとなり、以後「恋の予感」「熱視線」「悲しみにさよなら」「碧い瞳のエリス」など多数のヒット曲をリリース。また1985年にリリースした4thアルバム『安全地帯IV』はオリコンチャートにて週間、年間共に第1位を獲得し累計92.9万枚の大ヒット作品となった。
1988年初秋に活動休止。玉置はソロ活動や俳優業として活動。1990年初夏に活動再開。その後1993年のシングル「ひとりぼっちのエール」を以て再び活動休止。2002年に9年ぶりにシングル「出逢い」発売後活動再開。その後2003年に3度目の活動休止。2010年にシングル「蒼いバラ」にて活動再開。以降、各メンバーソロ活動と並行してバンドも定期的に活動。

## メンバーと担当楽器
| 名前                         | 生年月日                                 | 出身地       | 担当                                    |
| ---------------------------- | ---------------------------------------- | ------------ | --------------------------------------- |
| 玉置浩二 （たまき こうじ）   | 1958年9月13日（66歳）                    | 北海道旭川市 | ボーカル ギター パーカッション コーラス |
| 矢萩渉 （やはぎ わたる）     | 1957年6月27日（68歳）                    | 北海道旭川市 | ギター ベース コーラス                  |
| 武沢豊 （たけざわ ゆたか）   | 1958年5月16日（67歳）                    | 北海道旭川市 | ギター コーラス                         |
| 田中裕二 （たなか ゆうじ）   | 1957年5月29日 - 2022年12月17日（65歳没） | 北海道旭川市 | ドラムス パーカッション コーラス        |
| 六土開正 （ろくど はるよし） | 1955年10月1日（69歳）                    | 北海道稚内市 | ベース ピアノ キーボード コーラス       |

## 来歴

### アマチュア時代
メジャー・デビューまでの経緯については、デビューシングル『萠黄色のスナップ』の項目も参照のこと。
1972年、北海道旭川市で玉置浩二は、旭川市立神居中学校2年時のクラスに転入生だった武沢豊を迎える。中学進級時から自己流でギターを弾き始めていた玉置は、武沢の大きな掌に空手を稽古していると恐れを覚えるほどであったが、それがクラシック・ギターを習っているからだと知り、練習曲を上手く弾く武沢に惹かれ、バンド結成を誘う。
一方、1972年、同じ旭川で、中学3年の同級生とした矢萩渉がギター、田中裕二がドラムでバンドを結成していた。また、同じく旭川で六土開正は、1971年から1972年頃、年長者とバンドを組み活動していた。六土と矢萩/田中は中学同級生バンドとして知り合っていた。
1973年4月、玉置浩二（ボーカル）、武沢豊（ギター）、武沢俊也（武沢の兄、ギター・キーボード）の3人でバンド『インベーダー』を結成する。フォークグループとしてスタートし、演奏曲目はガロの「学生街の喫茶店」を得意とした。後にロックグループへの志向から『安全地帯』へ名称変更する。旭川市内に路線を持つ路面電車、旭川電気軌道の電停にある安全地帯の標識が、「Victory」の頭文字「V」に似ていたことで、初期のバンドメンバー・進藤による命名である。他案に『危険地帯』も候補に上ったが、「ロック＝危険（な音楽）」というイメージを連想させることが平凡なため、採用しなかった。11月、玉置の兄、玉置一芳がドラムで、宮下隆宏がベースで参加した。レッド・ツェッペリンに憧れていた玉置一芳の影響でロックに傾倒し、ヤマハポピュラーソングコンテスト（ポプコン）第6回に初出場。第11回を除く第13回まで連続出場した。
一方、将来の他のメンバーたちは、1973年には、六土開正が自身がリーダーとなる『六土開正バンド』を新たに結成。ここに、矢萩渉、田中裕二が参加した。
1976年、ポプコン第12回では「昔にみたもの」で北海道代表となり、つま恋本選会に出場した。この年の暮れ、12月25日、札幌市内にてFMラジオ番組の生放送に出演し5曲演奏した。『安全地帯』としてのラジオ初出演であった。
1977年6月、玉置一芳が脱退し、ドラムに大平市治が加入する。12月、オールマン・ブラザーズ・バンド、レーナード・スキナードなどのサザン・ロックを演奏していた『六土開正バンド』と合併する。これにより、六土開正（ベース、キーボード）、矢萩渉（ギター）、田中裕二（ドラム）が安全地帯に参加することとなった。
ボーカル玉置、武沢/矢萩のツインギター、六土はキーボードに回り、武沢/六土のツインキーボード、ベース宮下、ドラムは大平/田中のツインドラムという大編成8名バンドとなった。音楽性はハードロックから、ドゥービー・ブラザーズ、ジャクソン・ブラウンを中心としたアメリカンロックへと幅が広がった。オリジナル曲の制作も増え、作詞は初期に玉置、後に武沢俊也が担当。作曲は玉置が行った。
1978年2月、旭川市郊外の永山地区にある廃農家を借り、居住空間を確保した音楽専用スタジオに改装する。『ミュージカル・ファーマーズ・プロダクション』（略称MFP、「音楽を耕す農夫集団」の意）と命名する。屋根と壁に囲われた空間に床を張り、防音材を四方の壁に詰めて水道を引き込んだ簡素な改装であったが、費用500万円は借金したためにメンバーはアルバイトに精を出すこととなった。一方、四周300mに一軒の隣家のないMFPでは、連日連夜、1日7 - 8時間にわたって演奏練習・楽曲制作・録音に励むこととなった。なお、この音楽専用スタジオは後に脱退する宮下隆宏オーナーのフランス料理レストランに変貌し、MFPは安全地帯が設立した事務所名となる。7月、第1回ステージフライトに出場し、グランプリを獲得する。11月、田中裕二、宮下隆宏が脱退する。そのため、六土開正はベース担当へ復帰。この頃、後に安全地帯のディレクター/エグゼクティブ・プロデューサーとなる金子章平が安全地帯の演奏デモテープを聴き、MFPを訪問した。パトリック・シモンズのような雰囲気を醸し出すバンドメンバーの、パンチのある、ストレートな、想像以上の、演奏を見て金子は安全地帯の将来性に確信を持った。長期にわたる合宿により実力をつけ、数々のコンテストで入賞を果たし、北海道で実力No.1のアマチュアバンドとなった。
1979年5月、当時のキティレコード（現ユニバーサルミュージック）からレコーディングのチャンスが巡ってくる。しかし、バンドサウンドは未完成との判断で保留となった。8月、カルメン・マキの旭川、札幌公演では前座として出演した。11月26日、武沢豊が飲酒運転の車に衝突され、肋骨全部の骨折という重傷で入院する。
1980年4月、今度は六土開正が病気のため入院することとなった。この間不在となったベースは緊急で玉置浩二が務めた。10月になりキティレコードから再びレコーディングの依頼があり、まだ回復していなかった六土が病院の特別許可を得てライブ参加。ライブ当夜、キティレコードと仮契約締結。11月には六土が退院、12月に武沢豊が仮退院とバンド復帰に向け活動を開始。28日のライブ終了後、音楽プロデューサー星勝を交えてミーティングを行う。星は心身ともに優れず意気消沈しているこの時期の安全地帯の精神的支柱となっていた。
1981年1月になり漸くキティレコードから正式なレコーディング依頼を受ける。3月に武沢俊也が脱退する。7月になると井上陽水が星勝の紹介でMFPを訪問し共演する。陽水からはロック以外にも歌謡曲やポップスなどの幅広い音楽に目を向けるように促される。
その後、陽水の招聘により安全地帯が上京する。東京での初ライブを渋谷『屋根裏』で開催。伊豆ポリドールスタジオ（後のキティスタジオ）にて、「オン・マイ・ウェイ」のレコーディングを開始し、その合間に東京、大阪、神戸のライブハウスに出演する。8月、『'81井上陽水ツアー』にバックバンドに起用され、同行決定。MFPに戻り、ツアーのための練習に励む。22日、第4回ステージフライトにゲスト出演。井上のツアーの最終リハーサルとレコーディングのため再び上京し、東京で合宿生活開始。9月24日、井上陽水ツアーが熊本市民会館からスタートし、12月10日の東京・渋谷公会堂の最終回まで全国23カ所の公演に参加。ツアー衣装は、当初無給のため、渋谷のジーンズメイトで購入したものを履き、鉢巻きというスタイル。ツアーの経験から、自信のあった練習量、実力のある多くの同等バンドの存在に気付き挫折感を味わうが、更に練習に励む。11月、「オン・マイ・ウェイ」が正式発売前ながらブリヂストン・スノータイヤのCMソングに使用され、北海道、東北地方にて放映。

### メジャー・デビュー
1982年
1月25日、フジテレビ系音楽番組『夜のヒットスタジオ』に陽水のバックバンドとして初出演。陽水の春・夏のコンサートのサポート・ミュージシャンとして参加し、秋から翌年1月までの全国ツアーのバックバンドを務めた。2月25日、1stシングル「萠黄色のスナップ」でメジャー・デビュー。4月、キティレコードと正式契約。メンバーが東京に転居し合宿生活を開始後、大平市治が脱退する。田中裕二が再加入することで、デビュー以後の安全地帯の5人のメンバーが確立。5月、東京『Shibuya eggman』でライブ。7月、陽水のバックバンドとして、東京・日比谷野外音楽堂、大阪城野外音楽堂のコンサートをサポートする。8月上旬、札幌市郊外で開催されていた『北海道博覧会』特設会場に、FM北海道の招聘により出演する。下旬、1stアルバム『安全地帯I Remember to Remember』のレコーディングを伊豆ポリドールスタジオで開始し、合宿生活終了。玉置は、東京・目黒の四畳半一間のアパートを借家。一人暮らしに馴染めず、売上の芳しくないレコードの現状、コンサートが続くことも相まり、自暴自棄に陥りそうになる。苦しいなりにも自信は失っておらず、テレビCMか番組主題歌に起用される機会を窺っていた。10月25日、2ndシングル「オン・マイ・ウェイ」を発表。11月、陽水のツアーに翌年1月まで帯同。
1983年
1月25日、1stアルバム『安全地帯I Remember to Remember』を発表。同年秋、サントリーから発売された「赤玉パンチ」のCMソングに使用され、陽水作詩による11月25日発売、4thシングル「ワインレッドの心」が大ヒット。一躍全国にその名が知れ渡る。
1984年
2ndアルバム『安全地帯II』、7thシングル「恋の予感」、3rdアルバム『安全地帯III〜抱きしめたい』と、立て続けにヒットさせる。
1985年
1月に8thシングル「熱視線」、続いて9thシングル「悲しみにさよなら」、4thアルバム『安全地帯IV』が大ヒット。TBSの『ザ・ベストテン』、日本テレビ『ザ・トップテン』年間第1位に輝き、同年のNHK紅白歌合戦初出場。また、FNS歌謡祭では史上初で唯一となる2年連続で最優秀歌唱賞を受賞。
1986年
8月、神宮球場においては初となるコンサートを井上陽水と共に行う。9月、陽水とのコラボレーションした12thシングル「夏の終りのハーモニー」を発売。12月、オリジナル・アルバムとしては異例の全36曲、アナログ盤3枚組（LP＝3枚組、CD＝2枚組）となる5thアルバム『安全地帯V』を発売。また、「ワインレッドの心」「恋の予感」「Friend」などが香港でカバーされ、それぞれヒットした。
1987年
安全地帯の活動の合間を縫ってソロでの活動も進められ、夏に玉置自身初のソロでのシングルとアルバムをリリースする。
1988年
秋、香港コロシアムでのコンサートを最後に活動休止を宣言。その原因として、メンバー個々の活動が活発化し、6thアルバム『安全地帯VI〜月に濡れたふたり』以降の音楽性の追求方向のメンバー間の相違によるとされる。宣言後の5人は約2年間、個々の活動を行う。
12月、自身初のベスト・アルバム『I Love Youからはじめよう -安全地帯BEST-』をリリースする。
1990年
7月、約2年ぶりとなる7thアルバム『安全地帯VII〜夢の都』をリリースする。収録曲の「この道は何処へ」は1991年冬季ユニバーシアードテーマ曲。
1991年
12月、8thアルバム『安全地帯VIII〜太陽』をリリースする。当時、テレビの音楽番組にも精力的に出演。
1992年
12月、アコースティックスタイルでのコンサートツアーの終了時点で、実質的に長期活動休止に入る。

### 2度の長期活動休止
1993年
2月10日、23rdシングル「ひとりぼっちのエール」をリリースする。活動休止を境に玉置は、ソロと俳優業を中心とした活動に移行し、武沢豊はプロデュース業に専念、他のメンバーも個々の活動に入る。この時、安全地帯の所属会社がキティレコードからSMEへ移籍。2002年の活動再開まで安全地帯名義の活動は約10年間休止したままだった。
1994年
武沢が脱退を発表。メンバー4人は玉置浩二のソロプロジェクトで当分の間活動することになる。玉置一芳（ドラム）、宮下隆宏（ベース）が一時的に復帰。しかし、実質的には玉置ソロ活動のサポート・ミュージシャンが帯同して、4名の活動となった。
1998年
7月19日、旭川市の野外ライブ『旭川ライブジャム'98in北彩都』で約5年ぶりにメンバー5人全員が揃う。
2001年
この頃より安全地帯としての音楽制作を本格的に再開する。玉置はソロ活動と並行。
2002年
7月10日、9年ぶりに24thシングル「出逢い」がリリース。発売前日、5人揃って記者会見が行われた。8月7日に9thアルバム『安全地帯IX』が発売。9月からツアーが始まったが、武沢は怪我のため不参加。
2003年
10月22日、10thアルバム『安全地帯X〜雨のち晴れ〜』がリリースされる。ツアーでは5人全員が揃い、80年代の活動の場であったライブハウス「Shibuya eggman」でもライブを行う。12月、ツアー全日程を終了。ツアー終了後約6年間、グループは再び活動休止。

### 「完全復活」〜現在
2010年
1月8日、前年秋からメンバーによる楽曲製作の合宿を極秘裏に行っていたことが、フジテレビ系情報番組『とくダネ!』で放映され、27thシングル「蒼いバラ / ワインレッドの心（2010ヴァージョン）」のリリースと3月のイベント出演が公表された。所属レコード会社はUSMジャパンに移籍（実質的には復帰）した。同日に「蒼いバラ」、2月3日にC/W曲の「ワインレッドの心 （2010ヴァージョン）」の着うた配信がスタート。6月には、先の「ワインレッドの心」や、「悲しみにさよなら」等のヒット曲を新たにレコーディングし直したグループ初のセルフカバーアルバム『安全地帯 Hits』が発売。7月からは7年ぶりとなる全国コンサートツアーを開催し、9月下旬から10月上旬にかけて台湾・香港・韓国の海外公演も決定。なお、9月12日に行われた福岡市での公演は、玉置浩二が体調不良の状態でステージを敢行したものの、観客とのトラブルが生じたため、コンサートは中止扱いとされた。全国ツアー最終の10月5日・6日は、18年ぶり24回目となる日本武道館で公演を行った。
2012年
7月1日、Ustream番組『ソルトモ!』にて、SMEへの再移籍ならびにデビュー30周年を節目とした初のレーベル『SALTMODERATE』の発足を発表。8月22日にはセルフカバー曲を中心としたアルバム『The Ballad House〜Just Old Fashioned Love Songs〜』をリリースした。9月にはいわみざわ公園野外音楽堂キタオンと東京国際フォーラムでのライブを敢行。その模様が収録されたライブDVDは12月に発売。12月17日から25日にかけて、グループとして初めてクリスマスディナーショーを開催。
2013年
14thアルバム『安全地帯XIV〜The Saltmoderate Show〜』を発売。レーベル発足後初となる全国ツアー開催。ROCK IN JAPAN FESTIVALへ参加。その後韓国・香港・台湾でのアジアツアーを挙行。
2017年
5月31日、デビュー35周年を記念して初のオールタイム・ベスト・アルバム『ALL TIME BEST』をリリース。6月25日放送の『玉置浩二ショー』ではメンバー全員が出演した。さらに、11月22日にオリジナル・アルバム全14タイトルを紙ジャケット仕様と高音質CDで再発売することが決まった。『ALL TIME BEST』の発売と同時に発表されていた11月23日･24日の2日連続での日本武道館公演では、超満員となる計2万5000人を動員。12月9日の香港公演をもってツアー日程を終了する予定。

## 作品

### シングル

#### フィジカル・シングル
| 枚                                                  | 発売日         | タイトル                           | c/w                                        | 順位          | 出典                           | 収録アルバム                             |
| Kitty Records                                       | Kitty Records  | Kitty Records                      | Kitty Records                              | Kitty Records | Kitty Records                  | Kitty Records                            |
| --------------------------------------------------- | -------------- | ---------------------------------- | ------------------------------------------ | ------------- | ------------------------------ | ---------------------------------------- |
| 1st                                                 | 1982年2月25日  | 萠黄色のスナップ                   | 一度だけ                                   |               |                                | 安全地帯ベスト2 〜ひとりぼっちのエール〜 |
| 2nd                                                 | 1982年10月25日 | オン・マイ・ウェイ                 | FIRST LOVE TWICE                           |               | 安全地帯I Remember to Remember |                                          |
| 3rd                                                 | 1983年4月1日   | ラスベガス・タイフーン             | エイジ                                     |               | 安全地帯I Remember to Remember |                                          |
| 4th                                                 | 1983年11月25日 | ワインレッドの心                   | We're alive                                | 1位           |                                | 安全地帯II                               |
| 5th                                                 | 1984年4月16日  | 真夜中すぎの恋                     | …ふたり…                                   | 20位          |                                | 安全地帯II                               |
| 6th                                                 | 1984年7月25日  | マスカレード/置き手紙              |                                            | 59位          |                                | 安全地帯II                               |
| 7th                                                 | 1984年10月25日 | 恋の予感                           | Happiness                                  | 3位           |                                | 安全地帯III〜抱きしめたい                |
| 8th                                                 | 1985年1月25日  | 熱視線                             | 一秒一夜                                   | 2位           |                                | I Love Youからはじめよう -安全地帯BEST-  |
| 9th                                                 | 1985年6月25日  | 悲しみにさよなら                   | ノーコメント                               | 1位           |                                | 安全地帯IV                               |
| 10th                                                | 1985年10月1日  | 碧い瞳のエリス                     | 彼女は何かを知っている                     | 2位           |                                | 安全地帯IV                               |
| 11th                                                | 1986年7月1日   | プルシアンブルーの肖像             | チャイナドレスでおいで                     | 2位           |                                | I Love Youからはじめよう -安全地帯BEST-  |
| 12th                                                | 1986年9月25日  | 夏の終りのハーモニー/俺はシャウト! |                                            | 6位           |                                | 安全地帯V                                |
| 13th                                                | 1986年10月21日 | Friend                             | 恋はDANCEではじめよう                      | 7位           |                                | 安全地帯V                                |
| 14th                                                | 1986年12月3日  | 好きさ                             | 想い出につつまれて                         | 4位           |                                | 安全地帯V                                |
| 15th                                                | 1987年4月21日  | じれったい                         | ひとりぼっちの虹                           | 2位           |                                | 安全地帯VI〜月に濡れたふたり             |
| 16th                                                | 1987年12月2日  | Juliet                             | きっかけのWink                             | 7位           |                                | 安全地帯VI〜月に濡れたふたり             |
| 17th                                                | 1988年3月10日  | 月に濡れたふたり                   | 時計                                       | 13位          |                                | 安全地帯VI〜月に濡れたふたり             |
| 18th                                                | 1988年6月21日  | I Love Youからはじめよう           | Too Late Too Late                          | 14位          |                                | 安全地帯VI〜月に濡れたふたり             |
| 19th                                                | 1988年8月25日  | 微笑みに乾杯                       | ナンセンスだらけ                           | 6位           |                                | I Love Youからはじめよう -安全地帯BEST-  |
| 20th                                                | 1990年11月7日  | 情熱                               | Seaside Go Go                              | 31位          |                                | 安全地帯VII〜夢の都                      |
| 21st                                                | 1991年11月6日  | いつも君のそばに                   | 俺はどこか狂っているのかもしれない         | 16位          |                                | 安全地帯VIII〜太陽                       |
| 22nd                                                | 1992年12月2日  | あの頃へ                           | 地平線を見て育ちました。                   | 23位          |                                | 安全地帯ベスト2 〜ひとりぼっちのエール〜 |
| 23rd                                                | 1993年2月10日  | ひとりぼっちのエール               | あの頃へ 〜'92日本武道館〜命〜「涙の祈り」 | 14位          |                                | 安全地帯ベスト2 〜ひとりぼっちのエール〜 |
| Sony Music Records                                  |                |                                    |                                            |               |                                |                                          |
| 24th                                                | 2002年7月10日  | 出逢い                             | 野蛮人でいい                               | 20位          |                                | 安全地帯IX                               |
| 25th                                                | 2002年12月4日  | 反省/あの頃へ                      |                                            | 57位          |                                | 安全地帯IX                               |
| 26th                                                | 2003年9月18日  | 雨のち晴れ/ショコラ                | 40位                                       |               | 安全地帯X〜雨のち晴れ〜        |                                          |
| ユニバーサル ストラテジック マーケティング ジャパン |                |                                    |                                            |               |                                |                                          |
| 27th                                                | 2010年3月3日   | 蒼いバラ/ワインレッドの心          |                                            | 9位           | [ 6 ] [ 7 ]                    | 安全地帯XI ☆Starts☆「またね…。」         |
| 28th                                                | 2010年5月5日   | オレンジ/恋の予感                  | 17位                                       | [ 8 ] [ 9 ]   |                                | 安全地帯XI ☆Starts☆「またね…。」         |
| 29th                                                | 2011年8月24日  | 結界/田園                          | 59位                                       | [ 10 ] [ 11 ] | 安全地帯XII 安全地帯XIII JUNK  |                                          |
| 日本コロムビア                                      |                |                                    |                                            |               |                                |                                          |
| 30th                                                | 2022年2月25日  | 愛の戦友                           |                                            | 18位          |                                |                                          |
| 31st                                                | 2022年10月12日 | あなたがどこかで                   |                                            |               |                                |                                          |

#### 配信限定シングル
| 1st | 2022年7月20日 | あなたがどこかで |  |

### スタジオ・アルバム
| 枚                                                  | 発売日         | タイトル                             | 順位          | 出典                 |
| Kitty Records                                       | Kitty Records  | Kitty Records                        | Kitty Records | Kitty Records        |
| --------------------------------------------------- | -------------- | ------------------------------------ | ------------- | -------------------- |
| 1st                                                 | 1983年1月25日  | 安全地帯I Remember to Remember       | 22位          |                      |
| 2nd                                                 | 1984年5月1日   | 安全地帯II                           | 2位           |                      |
| 3rd                                                 | 1984年12月1日  | 安全地帯III〜抱きしめたい            | 3位           |                      |
| 4th                                                 | 1985年11月24日 | 安全地帯IV                           | 1位           |                      |
| 5th                                                 | 1986年12月14日 | 安全地帯V                            | 1位           |                      |
| 6th                                                 | 1988年4月10日  | 安全地帯VI〜月に濡れたふたり         | 1位           |                      |
| 7th                                                 | 1990年7月25日  | 安全地帯VII〜夢の都                  | 2位           |                      |
| 8th                                                 | 1991年12月11日 | 安全地帯VIII〜太陽                   | 7位           |                      |
| Sony Music Records                                  |                |                                      |               |                      |
| 9th                                                 | 2002年8月7日   | 安全地帯IX                           | 13位          |                      |
| 10th                                                | 2003年10月22日 | 安全地帯X〜雨のち晴れ〜              | 20位          |                      |
| ユニバーサル ストラテジック マーケティング ジャパン |                |                                      |               |                      |
| 11th                                                | 2010年5月26日  | 安全地帯XI ☆Starts☆「またね…。」     | 3位           | [ 13 ]               |
| 12th                                                | 2011年9月14日  | 安全地帯XII                          | 10位          | [ 14 ] [ 15 ] [ 16 ] |
| 13th                                                | 2011年11月16日 | 安全地帯XIII JUNK                    | 18位          | [ 17 ] [ 18 ]        |
| SALTMODERATE                                        |                |                                      |               |                      |
| 14th                                                | 2013年3月6日   | 安全地帯XIV〜The Saltmoderate Show〜 | 38位          | [ 19 ]               |

### ベスト・アルバム
| 枚                       | 発売日                  | タイトル                                     | 順位          | 出典          |
| Kitty Records            | Kitty Records           | Kitty Records                                | Kitty Records | Kitty Records |
| ------------------------ | ----------------------- | -------------------------------------------- | ------------- | ------------- |
| 1st                      | 1988年12月10日          | I Love Youからはじめよう -安全地帯BEST-      | 4位           |               |
| 2nd                      | 1993年8月25日           | 安全地帯ベスト2 〜ひとりぼっちのエール〜     | 10位          |               |
| キティエンタープライズ   |                         |                                              |               |               |
| 3rd                      | 1999年6月30日           | TREASURE COLLECTION                          |               |               |
| キティMME                |                         |                                              |               |               |
| 4th                      | 2001年6月21日           | THE VERY BEST of 安全地帯                    |               |               |
| ユニバーサルミュージック |                         |                                              |               |               |
| 5th                      | 2005年3月23日           | 安全地帯 COMPLETE BEST                       |               |               |
| 6th                      | 2006年7月5日            | 安全地帯 ゴールデン☆ベスト                   | 156位         |               |
| 7th                      | 2017年5月31日           | ALL TIME BEST                                | 9位           | [ 20 ] [ 21 ] |
| ステレオサウンド         |                         |                                              |               |               |
| 8th                      | 2019年9月20日（LP）     | 安全地帯ベスト                               |               | [ 22 ]        |
| 8th                      | 2019年10月19日（SACD）  | 安全地帯ベスト                               | [ 23 ]        |               |
| 9th                      | 2020年2月27日（LPのみ） | 安全地帯ベスト 第2弾                         |               | [ 24 ]        |
| ユニバーサルミュージック |                         |                                              |               |               |
| 10th                     | 2022年7月25日           | THE BEST ALBUM 40th ANNIVERSARY 〜あの頃へ〜 |               |               |

### ライブ・アルバム
| 枚                                                  | 発売日        | タイトル                                                                                     | 順位          | 出典          |
| Kitty Records                                       | Kitty Records | Kitty Records                                                                                | Kitty Records | Kitty Records |
| --------------------------------------------------- | ------------- | -------------------------------------------------------------------------------------------- | ------------- | ------------- |
| 1st                                                 | 1985年4月25日 | ENDLESS                                                                                      |               |               |
| 2nd                                                 | 1986年11月5日 | スターダスト・ランデヴー井上陽水・安全地帯LIVE AT 神宮                                       |               |               |
| 3rd                                                 | 1987年6月10日 | 安全地帯LIVE                                                                                 |               |               |
| 4th                                                 | 1998年8月19日 | ONE NIGHT THEATER 1985                                                                       |               |               |
| ユニバーサルミュージック                            |               |                                                                                              |               |               |
| 5th                                                 | 2005年11月9日 | 安全地帯VI LIVE 〜月に濡れたふたり〜                                                         | 99位          |               |
| ユニバーサル ストラテジック マーケティング ジャパン |               |                                                                                              |               |               |
| 6th                                                 | 2010年12月8日 | 安全地帯 “完全復活” コンサートツアー2010 Special at 日本武道館 〜Start & Hits〜「またね…。」 | 94位          | [ 25 ]        |
| 日本コロムビア                                      |               |                                                                                              |               |               |
| 7th                                                 | 2020年8月19日 | 安全地帯 IN 甲子園球場「さよならゲーム」                                                     | 21位          |               |
| 8th                                                 | 2022年1月12日 | ALL TIME BEST「35」 ～35th Anniversary Tour 2017～ LIVE IN 日本武道館                        | 30位          |               |
| 9th                                                 | 2024年2月21日 | 安全地帯 40th ANNIVERSARY CONCERT "Just Keep Going!"Tokyo Garden Theater                     |               |               |

### 企画アルバム
| 枚                       | 発売日        | タイトル                                               |               |
| Kitty Records            | Kitty Records | Kitty Records                                          | Kitty Records |
| ------------------------ | ------------- | ------------------------------------------------------ | ------------- |
| 1st                      | 1994年8月25日 | 安全地帯/玉置浩二 ベスト                               |               |
| 2nd                      | 1994年9月24日 | 安全地帯 アナザー・コレクション -アルバム未収録曲集-   |               |
| キティエンタープライズ   |               |                                                        |               |
| 3rd                      | 1995年8月25日 | 安全地帯 テーマソングス                                |               |
| 4th                      | 1996年4月25日 | memories〜安全地帯バラードセレクション                 |               |
| ユニバーサルミュージック |               |                                                        |               |
| 5th                      | 2002年5月29日 | Goro Matsui & Koji Tamaki Ballad Collection -Only You- |               |

### CD BOX
| 枚                       | 発売日        | タイトル                          | 出典          |
| Kitty Records            | Kitty Records | Kitty Records                     | Kitty Records |
| ------------------------ | ------------- | --------------------------------- | ------------- |
| 1st                      | 1996年10月2日 | 安全地帯 メモリアル・コレクション |               |
| ユニバーサルミュージック |               |                                   |               |
| 2nd                      | 2010年6月23日 | 安全地帯BOX 1982-1993             | [ 26 ] [ 27 ] |

### サウンドトラック
| 枚            | 発売日        | タイトル                                            |
| Kitty Records | Kitty Records | Kitty Records                                       |
| ------------- | ------------- | --------------------------------------------------- |
| 1st           | 1986年8月10日 | プルシアンブルーの肖像 オリジナル・サウンドトラック |

### セルフカバーアルバム
| 枚                                                  | 発売日                                              | タイトル                                            | 順位                                                | 出典                                                |
| ユニバーサル ストラテジック マーケティング ジャパン | ユニバーサル ストラテジック マーケティング ジャパン | ユニバーサル ストラテジック マーケティング ジャパン | ユニバーサル ストラテジック マーケティング ジャパン | ユニバーサル ストラテジック マーケティング ジャパン |
| --------------------------------------------------- | --------------------------------------------------- | --------------------------------------------------- | --------------------------------------------------- | --------------------------------------------------- |
| 1st                                                 | 2010年6月30日                                       | 安全地帯 Hits                                       | 14位                                                | [ 13 ] [ 27 ]                                       |
| SALTMODERATE                                        |                                                     |                                                     |                                                     |                                                     |
| 2nd                                                 | 2012年8月22日                                       | The Ballad House〜Just Old Fashioned Love Songs〜   | 27位                                                | [ 28 ] [ 29 ]                                       |

### 映像作品
| 発売日                                              | タイトル                                                                                      | 販売形態       | 品番                                   | 備考 | 順位           | 出典           |
| キティレコード                                      | キティレコード                                                                                | キティレコード | キティレコード                         | キティレコード | キティレコード | キティレコード |
| --------------------------------------------------- | --------------------------------------------------------------------------------------------- | -------------- | -------------------------------------- | --- | -------------- | -------------- |
| 1984年10月25日                                      | 安全地帯ライヴ'84サマーツアーより We're ALIVE                                                 | VHS β LD VHD   | 6533-10 6233-10 SM058-0021 KTYM197     | WE'RE ALIVE-安全地帯ライブ '84サマーツアー 1984年8月13日 渋谷公会堂より。 恋の予感PV収録。                             |                |                |
| 2000年12月20日                                      | 安全地帯ライヴ'84サマーツアーより We're ALIVE                                                 | DVD            | UMBK-1001                              | WE'RE ALIVE-安全地帯ライブ '84サマーツアー 1984年8月13日 渋谷公会堂より。 恋の予感PV収録。                             |                |                |
| 1985年12月21日                                      | ONE NIGHT THEATER 横浜スタジアム・ライブ1985                                                  | VHS β          | V128M-4104 X128M-4104                  | 1985年8月31日・9月1日 横浜スタジアムより                                                                               |                |                |
| 1986年1月25日                                       | ONE NIGHT THEATER 横浜スタジアム・ライブ1985                                                  | LD VHD         | 5133-21 KTYM119                        | 1985年8月31日・9月1日 横浜スタジアムより                                                                               |                |                |
| 2000年12月20日                                      | ONE NIGHT THEATER 横浜スタジアム・ライブ1985                                                  | DVD            | UMBK-1002                              | 1985年8月31日・9月1日 横浜スタジアムより                                                                               |                |                |
| 1986年11月21日                                      | STARDUST RENDEZ-VOUS スターダスト・ランデブー 井上陽水・安全地帯 LIVE at 神宮球場             | VHS β LD VHD   | V98M-4110 X98M-4110 JK078-0010 KTYM132 | 1986年8月20日・21日 神宮球場での井上陽水とのジョイントライブより。                                                     |                |                |
| 2000年12月20日                                      | STARDUST RENDEZ-VOUS スターダスト・ランデブー 井上陽水・安全地帯 LIVE at 神宮球場             | DVD            | UMBK-1003                              | 1986年8月20日・21日 神宮球場での井上陽水とのジョイントライブより。                                                     |                |                |
| 1987年6月21日                                       | To me 安全地帯LIVE                                                                            | VHS β          | V98M-4111 X98M-4111                    | 1987年4月21日・24日 日本武道館ライブより。                                                                             |                |                |
| 1987年7月10日                                       | To me 安全地帯LIVE                                                                            | LD VHD         | JK078-0014 KTYM135                     | 1987年4月21日・24日 日本武道館ライブより。                                                                             |                |                |
| 2000年12月20日                                      | To me 安全地帯LIVE                                                                            | DVD            | UMBK-1004                              | 1987年4月21日・24日 日本武道館ライブより。                                                                             |                |                |
| 1989年3月1日                                        | 安全地帯ドキュメント I LOVE YOUからはじめよう 日本武道館ライブ                                | VHS LD         | KTVV-1001 KTLV-1001                    | ライブ映像は1988年7月7日 日本武道館ライブが中心。                                                                      |                |                |
| 2000年12月20日                                      | 安全地帯ドキュメント I LOVE YOUからはじめよう 日本武道館ライブ                                | DVD            | UMBK-1005                              | ライブ映像は1988年7月7日 日本武道館ライブが中心。                                                                      |                |                |
| 1993年8月25日                                       | 安全地帯アンプラグド・ライヴ!                                                                 | VHS LD         | KTVV-1025 KTLV-1025                    | 安全地帯 10th ANNIVERSARY CONCERT TOUR ACOUSTIC SPECIAL NIGHT 最終日、 1992年12月26日 神奈川県立県民大ホールより。     |                |                |
| 2000年12月20日                                      | 安全地帯アンプラグド・ライヴ!                                                                 | DVD            | UMBK-1006                              | 安全地帯 10th ANNIVERSARY CONCERT TOUR ACOUSTIC SPECIAL NIGHT 最終日、 1992年12月26日 神奈川県立県民大ホールより。     |                |                |
| 1994年8月25日                                       | 安全地帯ビデオ・ベスト                                                                        | VHS LD         | KTVV-1033 KTLV-1033                    | 安全地帯のヒット曲のミュージッククリップ映像や当時の秘蔵映像を収めた映像集。 DVD版では『安全地帯ベスト』と改題された。 |                |                |
| 2000年12月20日                                      | 安全地帯ビデオ・ベスト                                                                        | DVD            | UMBK-1007                              | 安全地帯のヒット曲のミュージッククリップ映像や当時の秘蔵映像を収めた映像集。 DVD版では『安全地帯ベスト』と改題された。 |                |                |
| ユニバーサル ストラテジック マーケティング ジャパン |                                                                                               |                |                                        | |                |                |
| 2010年12月22日                                      | 安全地帯 ”完全復活” コンサートツアー2010 Special at 日本武道館 ～Starts & Hits～「またね…。」 | DVD            | UIBZ-5064/5                            | 完全復活ツアーファイナルの 2010年10月5日・6日 日本武道館より。 メイキング映像付き。                                    |                | [ 25 ] [ 30 ]  |
| 2012年5月12日                                       | 安全地帯 ”完全復活” コンサートツアー2010 Special at 日本武道館 ～Starts & Hits～「またね…。」 | Blu-ray        | UIXZ-5001/2                            | 完全復活ツアーファイナルの 2010年10月5日・6日 日本武道館より。 メイキング映像付き。                                    |                | [ 25 ] [ 30 ]  |
| SALTMODERATE                                        |                                                                                               |                |                                        | |                |                |
| 2012年12月12日                                      | 30th Anniversary Concert "The Ballad House"                                                   | DVD            | ZMBL-1/2                               | 2012年9月6日 東京国際フォーラムでの30周年コンサートより。 メイキング映像付き。                                         |                | [ 31 ]         |
| 2013年7月30日                                       | ANZENCHITAI & KOJI TAMAKI RARE ARCHIVE 2012                                                   | DVD            | ZMBL-3～10                             | |                |                |
| 2013年9月25日                                       | 30th Anniversary Concert Tour Encore “The Saltmoderate Show"                                  | Blu-ray        | ZMXL-1                                 | 2013年4月27日 渋谷公会堂での30周年アンコールライブより                                                                 |                | [ 32 ]         |
| 2013年9月25日                                       | 30th Anniversary Concert Tour Encore “The Saltmoderate Show"                                  | DVD            | ZMBL-11/12                             | 2013年4月27日 渋谷公会堂での30周年アンコールライブより                                                                 |                | [ 32 ]         |
| 2014年4月2日                                        | 安全地帯 ASIA TOUR 2013                                                                       | DVD            | ZMBL-13                                | |                | [ 33 ] [ 34 ]  |
| 日本コロムビア                                      |                                                                                               |                |                                        | |                |                |
| 2019年11月13日                                      | 安全地帯 ALL TIME BEST「35」〜35th Anniversary Tour 2017〜LIVE IN 日本武道館                  | Blu-ray        | COXA-1185                              | 2017年11月24日 35周年ツアーでの日本武道館より                                                                          |                | [ 35 ] [ 36 ]  |
| 2019年11月13日                                      | 安全地帯 ALL TIME BEST「35」〜35th Anniversary Tour 2017〜LIVE IN 日本武道館                  | DVD            | COBA-7138/9                            | 2017年11月24日 35周年ツアーでの日本武道館より                                                                          |                | [ 35 ] [ 36 ]  |
| 2020年7月29日                                       | 安全地帯 IN 甲子園球場「さよならゲーム」                                                      | Blu-ray        | COXA-1189                              | | 13位           |                |
| 2020年7月29日                                       | 安全地帯 IN 甲子園球場「さよならゲーム」                                                      | DVD            | COBA-7161-2                            | 16位 |                |                |

### タイアップ一覧
| 曲名                        | タイアップ                                                               | 出典                             |
| --------------------------- | ------------------------------------------------------------------------ | -------------------------------- |
| 1982年                      |                                                                          |                                  |
| オン・マイ・ウェイ          | ブリヂストン「アイスコンパウンド」CMソング（北海道・東北地方のみ）       | [ 21 ]                           |
| 1983年                      |                                                                          |                                  |
| ワインレッドの心            | サントリー「赤玉パンチ」CMソング                                         | [ 21 ]                           |
| ワインレッドの心            | フジテレビ系ナショナル木曜劇場『間違いだらけの夫選び』エンディングテーマ |                                  |
| We're alive                 | ブリヂストン「アイスコンパウンドII」CMソング（北海道・東北地方のみ）     |                                  |
| 1984年                      |                                                                          |                                  |
| 恋の予感                    | JAL「ハワイツアー キャンペーン '84」CMソング                             | [ 21 ]                           |
| 熱視線                      | オートラマ「高感応レーザー」CMソング                                     | [ 21 ]                           |
| yのテンション               | ビクター「ビクタービデオ THE HI-FI」CMソング                             |                                  |
| 1985年                      |                                                                          |                                  |
| 悲しみにさよなら            | 「キリンビール秋味」CMソング                                             | [ 21 ]                           |
| 碧い瞳のエリス              | 大王製紙「エリス」キングコング篇CMソング                                 | [ 21 ]                           |
| 碧い瞳のエリス              | フジテレビ系アニメ『めぞん一刻』挿入歌（第19話）                         |                                  |
| 1986年                      |                                                                          |                                  |
| プルシアンブルーの肖像      | 東宝系『プルシアンブルーの肖像』主題歌                                   | [ 21 ]                           |
| プルシアンブルーの肖像      | 大王製紙「エリス」もうはなさない篇CMソング                               | [ 21 ]                           |
| 夢のつづき                  | 大阪ガスガスファンヒーターCMソング（関西地方のみ）                       |                                  |
| デリカシー                  | TBS系ドラマ『親にはナイショで…』主題歌                                   | [ 38 ]                           |
| ガラスのささやき            | フジテレビ系ドラマ『女は男をどう変える』主題歌                           | [ 39 ]                           |
| 1987年                      |                                                                          |                                  |
| Friend                      | 大王製紙「エリス」ミステリアスフィットネス篇CMソング                     | [ 21 ]                           |
| 好きさ                      | フジテレビ系アニメ『めぞん一刻』3代目オープニングテーマ                  | [ 21 ]                           |
| 想い出につつまれて          | 大阪ガスガスファンヒーターCMソング（関西地方のみ）                       |                                  |
| 1988年                      |                                                                          |                                  |
| じれったい                  | 太陽誘電「That's」CMソング                                               | [ 21 ]                           |
| Juliet                      | テレビ朝日系『CNNデイウォッチ』エンディングテーマ                        | [ 21 ]                           |
| 月に濡れたふたり            | JT「SOMETIME MIASS」CMソング                                             | [ 21 ]                           |
| I Love Youからはじめよう    | 太陽誘電「That's」CMソング                                               | [ 21 ]                           |
| I Love Youからはじめよう    | フジテレビ系ドラマ『並木通りの男』挿入歌                                 | [ 40 ]                           |
| I Love Youからはじめよう    | TBS系ドラマ『アイラブユーからはじめよう×××』挿入歌                       | [ 41 ]                           |
| Too Late Too Late           | 太陽誘電「That's」CMソング                                               | [ 要出典 ]                       |
| 微笑みに乾杯                | JT「SOMETIME MIASS」CMソング                                             | [ 21 ]                           |
| 1990年                      |                                                                          |                                  |
| この道は何処へ              | 札幌ユニバーシアード冬季大会テーマソング                                 |                                  |
| きみは眠る                  | 東芝コードレスホン CMソング                                              |                                  |
| 情熱                        | テレビ朝日系ドラマ『火曜ミステリー劇場』エンディングテーマ               | [ 21 ]                           |
| 1991年                      |                                                                          |                                  |
| いつも君のそばに            | トヨタ「カリーナ」CMソング                                               | [ 21 ]                           |
| 太陽                        | JT「SOMETIME MIASS」CMソング                                             |                                  |
| 朝の陽ざしに君がいて        | 味の素ほんだし CMソング                                                  |                                  |
| 黄昏はまだ遠く              | 太陽誘電「That's」CMソング                                               |                                  |
| 1992年                      |                                                                          |                                  |
| あの頃へ                    | 月桂冠「花鳥風月」CMソング                                               | [ 42 ] [ 21 ]                    |
| 地平線を見て育ちました。    | ホクレンイメージソング                                                   |                                  |
| 1993年                      |                                                                          |                                  |
| ひとりぼっちのエール        | 読売テレビ・日本テレビ系ドラマ『お茶の間』主題歌                         | [ 21 ] [ 43 ]                    |
| 2002年                      |                                                                          |                                  |
| 出逢い                      | 日本テレビ系ドラマ『火曜サスペンス劇場』主題歌                           | [ 21 ]                           |
| 反省                        | ハウス食品「北海道シチュー」CMソング                                     | [ 21 ]                           |
| あの頃へ (2003 New Version) | テレビ東京系新春ワイド時代劇『忠臣蔵〜決断の時』主題歌                   | [ 44 ]                           |
| 2003年                      |                                                                          |                                  |
| ショコラ                    | 江崎グリコ「アーモンドチョコレート」CMソング                             | [ 21 ]                           |
| 茜                          | JR北海道CMソング（北海道地方のみ）                                       |                                  |
| 2010年                      |                                                                          |                                  |
| オレンジ                    | テレビ朝日系ドラマ『おみやさん』主題歌                                   | [ 8 ] [ 9 ] [ 45 ] [ 21 ] [ 46 ] |
| 2011年                      |                                                                          |                                  |
| 結界                        | BSフジドラマ『フォルティッシモ―また逢う日のために―』主題歌               | [ 47 ] [ 48 ] [ 21 ] [ 49 ]      |
| 2022年                      |                                                                          |                                  |
| あなたがどこかで            | 旭川市市制施行100年記念楽曲                                              | [ 50 ]                           |
| あなたがどこかで            | NHKみんなのうた 6月〜7月新曲                                             | [ 50 ]                           |

### ソングブック
- 安全地帯ベスト曲集 Guitar songbook（2002年）
- 安全地帯X　-雨のち晴れ- ギターソングブック（2003年）

## NHK紅白歌合戦出場歴
| 年度   | 放送回 | 回 | 曲目                     | 出演順   | 対戦相手 | 備考 | 歌手別視聴率 |
| ------ | ------ | -- | ------------------------ | -------- | -------- | ---- | ------------ |
| 1985年 | 第36回 | 初 | 悲しみにさよなら         | 12/20    | 松田聖子 |      | 不明         |
| 2022年 | 第73回 | 2  | I Love Youからはじめよう | 特別企画 | なし     |      | 36.3%（5位） |